# Амбістома кільчаста
Амбістома кільчаста (Ambystoma annulatum) — вид земноводних з роду амбістома родини амбістомові.

## Опис
Загальна довжина становить 14—18 см. Голова товста. Очі невеликі. Тулуб кремезний. Кінцівки добре розвинені. Хвіст довгий та широкий. Особливістю цієї амбістоми є її забарвлення: по загальному чорному забарвленню проходять своєрідні світлі кільця. Що тягнуться від кінчика носа до кінчика хвоста. Звідси й походить назва цієї амфібії. Такі кільця спочатку жовті на хвості стають білуватими або кремовими.

## Спосіб життя
Полюбляє лісову місцину, тримається поблизу дрібних водойм. Живиться земляними хробаками, різними комахами та равликами.
Період розмноження триває з середини вересня до листопада, залежно від середовища проживання. У цієї амбістоми внутрішнє запліднення. На другу добу після парування самка відкладає 5—40 яєць на дно водойми. Метаморфоз відбувається в лютому наступного року.

## Розповсюдження
Поширена у штатах Арканзас, Міссурі і Оклахома (США).